# لوسيان ليفي (نحات)
لوسيان ليفي (بالفرنسية: Lucien Lévy-Dhurmer)‏ (و. 1865 – 1953 م) هو نحات، ورسام، ومصمم فرنسي، ولد في الجزائر، توفي عن عمر يناهز 88 عاماً.

## جوائز
حصل على جوائز منها:

وسام جوقة الشرف

## روابط خارجية
- لوسيان ليفي على موقع ديسكوغز (الإنجليزية)